# Stereoact

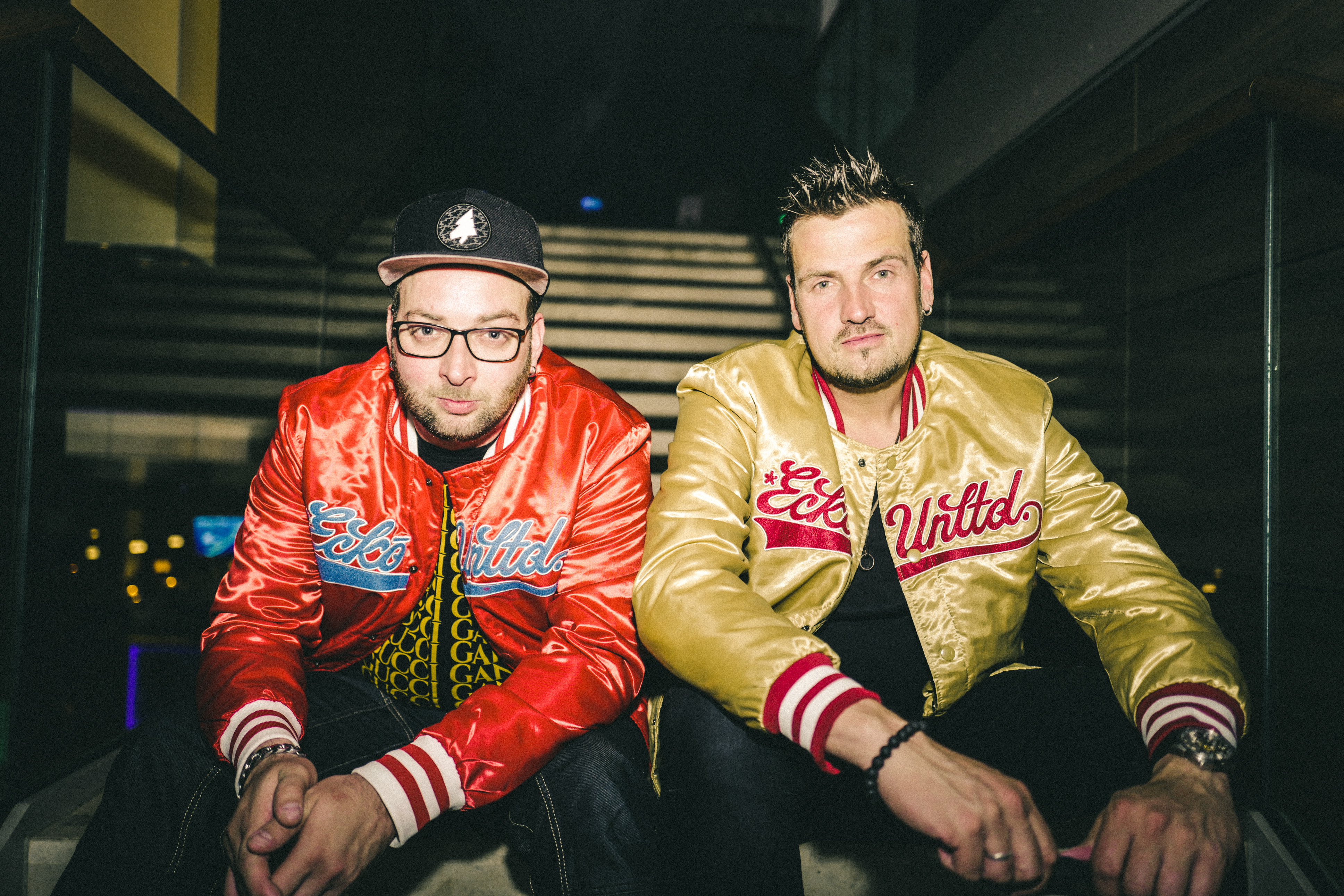
Sebastian Seidel, Rico Einenkel (2019)

Stereoact (früher: Starpoppers) ist ein deutsches DJ- und Musikproduzenten-Duo im Bereich Dance und Partyschlager aus dem Erzgebirge.
Die Mitglieder sind Rico Einenkel (Ric; * 15. Mai 1978 in Karl-Marx-Stadt) und Sebastian Seidel (Rixx, * 30. Dezember 1983 in Annaberg-Buchholz).

## Karriere
Das Duo gründete sich 2011 unter dem Namen Starpoppers, erste Singles und Remixe erschienen. Zu diesem Zeitpunkt vertrat das Duo insbesondere den Bereich des Dubstep und Electro-House. Ab 2014 firmierte das Duo als Ric & Rixx und etablierte sich unter diesem Pseudonym erstmals in der Deep-House-Szene. Im Februar 2014 entdeckte das Duo auf YouTube den Schlager Die immer lacht, den Kerstin Ott zehn Jahre zuvor als Hobbymusikerin aufgenommen hatte. Sie unterlegten die Aufnahme mit einem Deep-House-Beat und stellten diesen Remix im April 2014 ins Internet. Die neue Version erregte schnell Aufmerksamkeit. Im Dezember 2014 nahm das Plattenlabel Tokabeatz Ric & Rixx unter dem Namen Stereoact unter Vertrag. 2015 folgte dann die Weiterverlizenzierung des Songs Die Immer lacht an das Hamburger Plattenlabel Kontor Records, und die Veröffentlichung des Remix im Dezember 2015 als Single. Der Song gewann immer mehr an Popularität, zuerst in Sachsen und Thüringen, erreichte Platz zwei der deutschen und österreichischen Singlecharts und war auch in den schweizerischen Charts gelistet. Die immer lacht war in den deutschen Jahrescharts der erfolgreichste deutschsprachige Titel des Jahres 2016. Das offizielle Musikvideo schaffte mehr als 212 Millionen Aufrufe bei YouTube (Stand: 15. August 2023).
Im Juni 2016 erschien ihr Debütalbum Tanzansage, das wie die Single Die immer lacht Pop und Schlager mit Deep-House-Beats verknüpft. Es stieg auf Platz 15 der deutschen Albumcharts ein und hielt sich 8 Wochen. Im Dezember 2016 konnte das Duo seine neue Single Nummer eins in den deutschen und österreichischen Charts platzieren.
Zur Echoverleihung 2017 war Stereoact in den Kategorien Dance National, Hit des Jahres und Newcomer des Jahres National nominiert, zudem erhielt das Duo auch eine Nominierung für die Goldene Henne 2016. Sie erhielten auch den Preis zum Star des Jahres in der Kategorie Hit des Jahres, verliehen von dem Magazin Neue Post.
Am 31. Dezember 2019 trat das Duo bei der Silvesterparty am Brandenburger Tor auf.

## Diskografie

### Studioalben
| Jahr | Titel Musiklabel                | Höchstplatzierung, Gesamtwochen, AuszeichnungChartplatzierungen (Jahr, Titel, Musiklabel, Platzierungen, Wochen, Auszeichnungen, Anmerkungen) | Höchstplatzierung, Gesamtwochen, AuszeichnungChartplatzierungen (Jahr, Titel, Musiklabel, Platzierungen, Wochen, Auszeichnungen, Anmerkungen) | Höchstplatzierung, Gesamtwochen, AuszeichnungChartplatzierungen (Jahr, Titel, Musiklabel, Platzierungen, Wochen, Auszeichnungen, Anmerkungen) | Anmerkungen                             |
| Jahr | Titel Musiklabel                | DE | AT | CH | Anmerkungen                             |
| ---- | ------------------------------- | --- | --- | --- | --------------------------------------- |
| 2016 | Tanzansage Kontor               | DE15 (8 Wo.)DE | — | — | Erstveröffentlichung: 3. Juni 2016      |
| 2017 | Lockermachen Durchfedern Kontor | DE26 (3 Wo.)DE | — | — | Erstveröffentlichung: 29. Dezember 2017 |
| 2021 | #Schlager Electrola             | DE6 (10 Wo.)DE | AT13 (1 Wo.)AT | CH24 (2 Wo.)CH | Erstveröffentlichung: 12. März 2021     |
| 2022 | 100% Electrola                  | DE8 (1 Wo.)DE | — | — | Erstveröffentlichung: 21. Januar 2022   |
| 2022 | #Schlager 2 Electrola           | DE10 (2 Wo.)DE | AT31 (1 Wo.)AT | CH33 (1 Wo.)CH | Erstveröffentlichung: 5. August 2022    |

### Singles

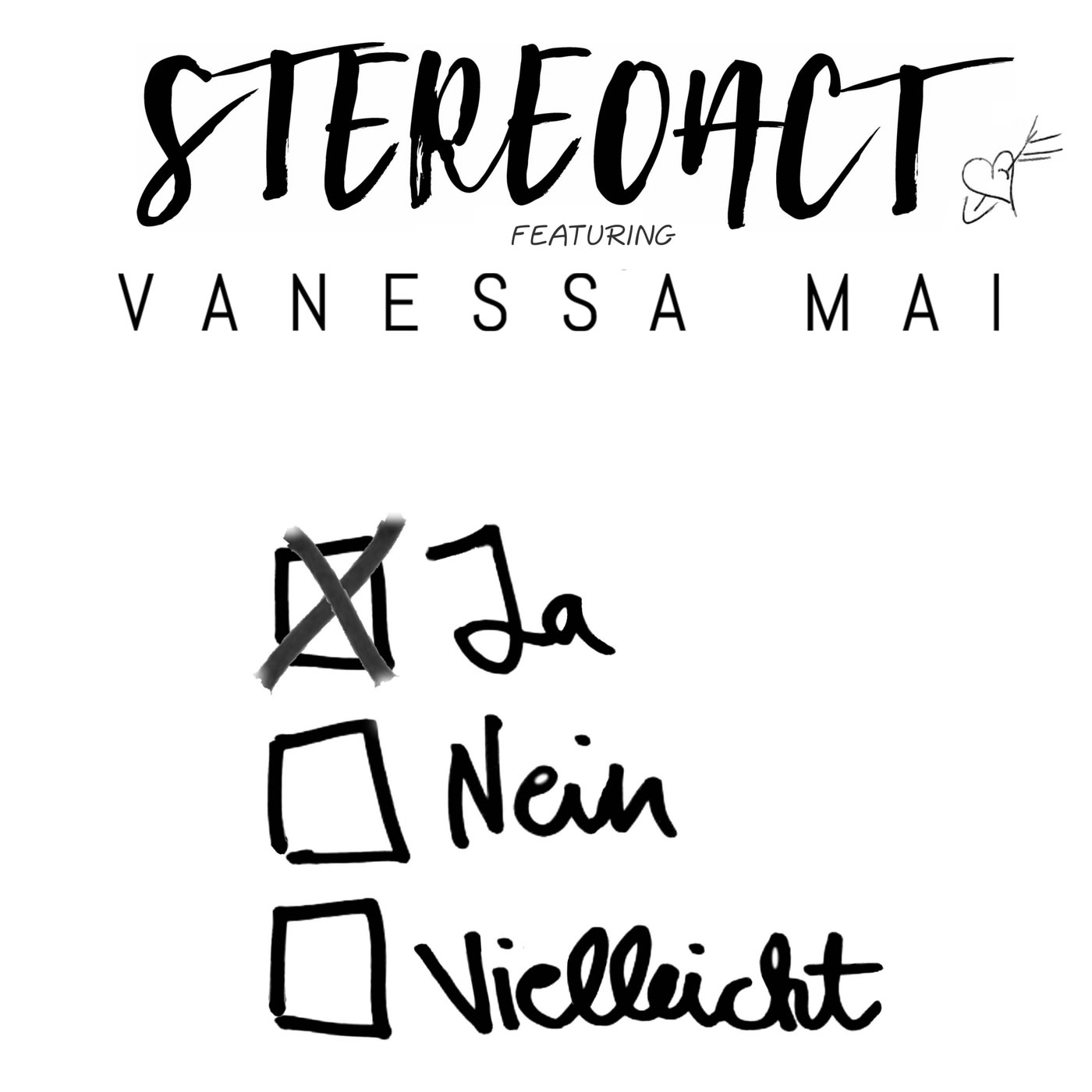
Frontcover zur Single Ja Nein Vielleicht

| Jahr | Titel Album                            | Höchstplatzierung, Gesamtwochen, AuszeichnungChartplatzierungen (Jahr, Titel, Album, Platzierungen, Wochen, Auszeichnungen, Anmerkungen) | Höchstplatzierung, Gesamtwochen, AuszeichnungChartplatzierungen (Jahr, Titel, Album, Platzierungen, Wochen, Auszeichnungen, Anmerkungen) | Höchstplatzierung, Gesamtwochen, AuszeichnungChartplatzierungen (Jahr, Titel, Album, Platzierungen, Wochen, Auszeichnungen, Anmerkungen) | Anmerkungen                                                                       |
| Jahr | Titel Album                            | DE | AT | CH | Anmerkungen                                                                       |
| ---- | -------------------------------------- | --- | --- | --- | --------------------------------------------------------------------------------- |
| 2015 | Die immer lacht Tanzansage             | DE2 ×3Dreifachplatin · (62 Wo.)DE | AT2 (46 Wo.)AT | CH17 (46 Wo.)CH | Erstveröffentlichung: 31. Dezember 2015 Verkäufe: + 1.200.000; feat. Kerstin Ott  |
| 2016 | Der Himmel reißt auf Tanzansage        | DE94 (1 Wo.)DE | — | — | Erstveröffentlichung: 3. Juni 2016                                                |
| 2016 | Nummer eins Lockermachen Durchfedern   | DE40 Gold · (7 Wo.)DE | AT29 (5 Wo.)AT | CH89 (2 Wo.)CH | Erstveröffentlichung: 30. Dezember 2016 Verkäufe: + 200.000; feat. Chris Cronauer |
| 2019 | Nicht allein sein –                    | DE92 (1 Wo.)DE | — | — | Erstveröffentlichung: 22. Februar 2019 feat. Vincent Gross                        |
| 2021 | Ich liebe das Leben #Schlager          | DE— aDE | — | — | Erstveröffentlichung: 1. Januar 2021 feat. Vicky Leandros                         |
| 2022 | Ring of Ice (Stereoact Remix) –        | DE— bDE | — | — | Erstveröffentlichung: 16. Dezember 2022 Jennifer Rush feat. Stereoact             |
| 2023 | Ein bisschen Aroma (Stereoact Remix) – | DE— cDE | — | — | Erstveröffentlichung: 19. Mai 2023 mit Roger Whittaker                            |
| 2024 | Sarà perché ti amo (Stereoact Remix) – | DE— dDE | — | — | Erstveröffentlichung: 9. Juni 2023 DJ Redblack feat. Stereoact                    |

Weitere Singles
- 2011: Keep On (als Starpoppers)
- 2012: Vorwärts (als Starpoppers)
- 2012: Electrosmoker (als Starpoppers vs. Ironbase)
- 2013: Keep On 2K13 (als Starpoppers)
- 2013: Jazz Melody (als Starpoppers feat. Ric-E)
- 2014: Changes (als Starpoppers feat. An-drea)
- 2014: Knight Rider 2K14 (als Starpoppers)
- 2016: Rand der Welt (feat. Jakob Wiss)
- 2016: Island Uuh (als Ric & Rixx)
- 2017: Denkmal
- 2017: Bis ans Ende dieser Welt (feat. Chris Cronauer)
- 2017: So soll es bleiben (feat. Voyce)
- 2017: Ich will nur tanzen (feat. Laura Luppino)
- 2018: Wir heben ab (feat. Ian Simmons)
- 2018: Wunschkonzert (feat. Sarah)
- 2019: Tag am Meer (feat. Troglauer Buam)
- 2019: Ja Nein Vielleicht (feat. Vanessa Mai)
- 2020: Millionen Schätze
- 2021: Ich hab geträumt von dir
- 2021: Abenteuerland
- 2021: Ibiza

### Remixe
- 2016: Vanessa Mai – Mein Herz schlägt Schlager (Stereoact Remix)
- 2016: DJ Antoine – London (Stereoact Remix)
- 2016: Nicolas Halg – Something Good (Stereoact Remix)
- 2016: Kriss Raize x David Celine – Turn Me On (Stereoact Remix)
- 2016: Rico Bernasconi – Sie tanzt (Stereoact Remix)
- 2017: Helene Fischer – Nur mit dir (Stereoact Mix)
- 2018: Parallel & Cassandra Steen – Eine Sprache (Stereoact Remix)
- 2018: Wolfgang Petry – Wo sind den all die Helden (Stereoact Remix)
- 2019: Marina Marx – One Night Stand (Stereoact Remix)
- 2019: Julian Reim – Grau (Stereoact Remix)
- 2019: Heino Bilder im Kopf (Angie) (Stereoact Remix)
- 2019: Dieter Bohlen – Brother Louie (Stereoact Remix)
- 2019: Beatrice Egli – Le li La (Stereoact Remix)
- 2020: Karel Gott & Darinka Rolincová – Fang das Licht (Stereoact Remix)
- 2020: Marianne Rosenberg – Lieder der Nacht (Stereoact Remix)
- 2020: Voxxclub – Seele der Ferne (Stereoact Remix)
- 2020: Nino de Angelo – Jenseits von Eden (Stereoact Remix)
- 2021: Nicole – Ein bisschen Frieden (Stereoact Remix)
- 2021: Howard Carpendale – Ti Amo (Stereoact Remix)
- 2021: Ireen Sheer – Heut' Abend hab' ich Kopfweh (Stereoact Remix)
- 2021: Roland Kaiser – Extreme (Stereoact Remix)

### Auszeichnungen für Musikverkäufe
Anmerkung: Auszeichnungen in Ländern aus den Charttabellen bzw. Chartboxen sind in ebendiesen zu finden.
| Land/RegionAuszeichnungen für Musikverkäufe (Land/Region, Auszeichnungen, Verkäufe, Quellen) | Gold  | Platin     | Verkäufe  | Quellen           |
| -------------------------------------------------------------------------------------------- | ----- | ---------- | --------- | ----------------- |
| Deutschland (BVMI)                                                                           | Gold1 | 3× Platin3 | 1.400.000 | musikindustrie.de |
| Insgesamt                                                                                    | Gold1 | 3× Platin3 |           |                   |

## Künstlerauszeichnungen
- 2019: Ballermann-Award in der Kategorie „Dance National“[7]
- 2019: DJ Hitparade Beste Remixer 2019
- 2019: ADTV Music-Award Erfolgreichstes Deutsches DJ Duo
- 2020: Ballermann-Award in der Kategorie „Dance Schlager“
- 2021: Schlager.de Award in der Kategorie „Partyact des Jahres 2020“
- 2021: Smago! Award für „Erfolgreichstes deutsches DJ- und Musikproduzenten-Duo“[8]